# Tribu de Isacar

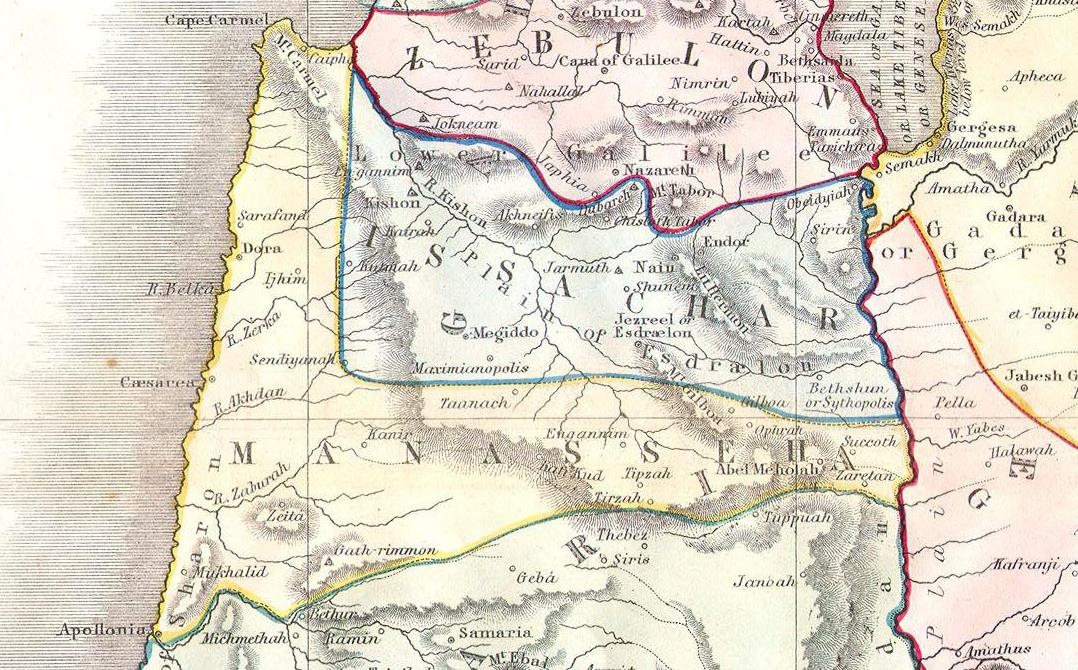
Mapa de la antigua Tierra de Israel, con el territorio de Isacar sombreado en azul.

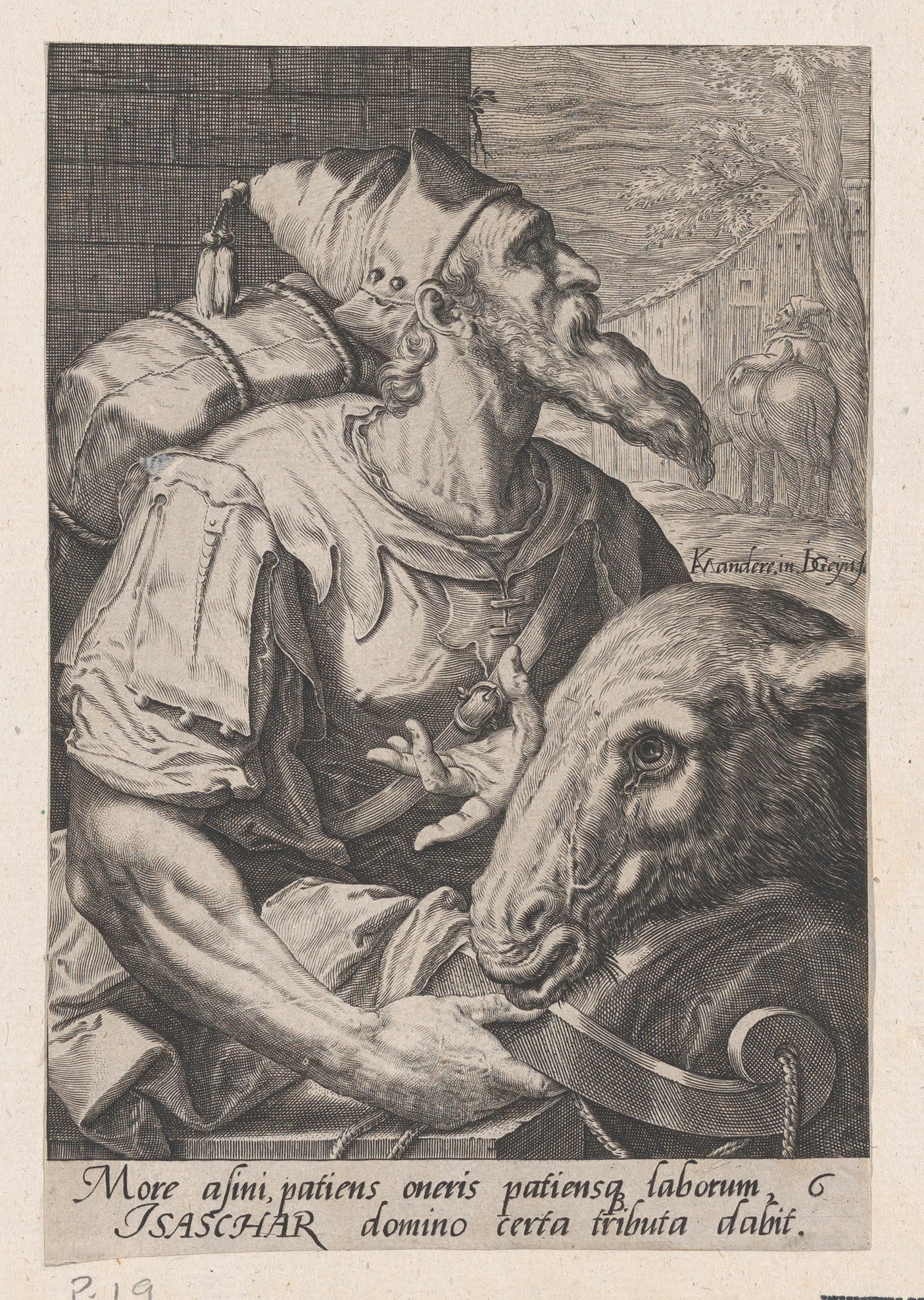
Isacar (grabado de Jacob de Gheyn II)

Según la Biblia hebrea, la tribu de Isacar (en hebreo יִשָּׂשכָר/יִשְׂשָׂכָר  Yīssaḵar  Yīssāḵār) era una de las doce tribus de Israel y una de las diez tribus perdidas. En la tradición judía, se veía a los descendientes de Isacar dominados por eruditos religiosos e influyentes en el proselitismo. Los hijos de Isacar, antepasados de la tribu, fueron Tola, Phuvah, Job y Shimron.

## Narrativa bíblica
En la narrativa bíblica del Libro de Josué, tras la finalización de la conquista de Canaán por las tribus israelitas, Josué repartió la tierra entre las doce tribus. El territorio asignado a Isacar se extendía desde el río Jordán al este hasta el monte Carmelo al oeste, cerca de la costa del mar Mediterráneo, incluyendo la fértil llanura de Edom, entre la actual Baja Galilea y Samaria. Estaba delimitada al este por la Manasés Oriental, al sur por Manasés Occidental y al norte por Zabulón y Neftalí. Los estudiosos coinciden en que los relatos del Libro de los Jueces no son históricamente fiables. Alternativamente, eruditos e historiadores como Barry G. Webb creen que Jueces es un libro difícil de analizar y comprender, pero creen que posee una historicidad sustancialmente mayor de la que la mayoría de los eruditos seculares modernos le atribuyen.
7:1-5 enumera las generaciones de la tribu de Isacar, con un total de 87 000 «hombres poderosos y valientes». 12:32 describe a la tribu como hombres que «tenían comprensión de los tiempos, para saber lo que Israel debía hacer». W. E. Barnes, escribiendo en la Cambridge Bible for Schools and Colleges, sostiene que «tiempos» son «oportunidades», y la frase significa, por lo tanto, «hombres de experiencia, con conocimiento del mundo».
La tribu de Isacar y la tribu de Simeón son las únicas tribus que no han sido criticadas por no haber completado la conquista de su tierra en la tierra de Canaán al principio del Libro de los Jueces.
R' David Kimchi (ReDaK) a I Crónicas 9:1 expone los que quedaban de las tribus de Efraín, Manasés, Isacar y Zabulón en el territorio de Judá después del exilio de las diez tribus. Este remanente regresó con la tribu de Judá después del exilio babilónico.

## Literatura rabínica

Mapa de las Doce Tribus de Israel según el Libro de Josué; el supuesto territorio de Isacar está sombreado en rojo. Los estudiosos generalmente coinciden en que Josué no es una fuente fiable para reconstruir la historia del período que describe.

La tribu de Isacar está representada particularmente como una tribu que consistía principalmente en eruditos, a la que se dice que hay una alusión en 1 Crónicas 12:32. Según Rava, no se encontraba un estudiante judío que no fuera descendiente de Leví o de Isacar (Yoma 26a). El pasaje de la bendición de Jacob que se refiere a Isacar (Génesis 49:14-15) se interpreta como una alusión al estudio de la Torá, a lo que se dedicaba la gente de esa tribu (Génesis Rabá 98:17; compárese también con el pseudo-Jonathan y Rashi ad loc.). También se dice que la tribu de Isacar fue la más influyente en la conversión de prosélitos (Génesis R. 98:12; comp. Sifre, Deut. 364).
Aunque Isacar era el noveno hijo de Jacob, el príncipe de su tribu fue el segundo en traer la ofrenda para la dedicación del altar (Números 7:18-23), porque la tribu estaba bien versada en la Torá (Génesis R. 72:4). El Midrash encuentra en los detalles de la ofrenda varias alusiones a la Torá (Números Rabba 8:15). La tribu de Isacar aconsejó a las demás que trajeran seis carros cubiertos y doce bueyes (Núm. 7:3) en los que cargar las partes del Tabernáculo (Núm. R. 7:19). Los 200 jefes de Isacar (I Crón. 12:32) eran líderes del Sanedrín, cuyas decisiones eran aceptadas implícitamente por sus hermanos (Gén. R. 72:5, 98:17). Los sabios consultados por Asuero (Ester 1:13) eran gente de Isacar (Ester Rabá 4). También se dice que la tribu era rica (comp. Targum Onkelos a Génesis 49:14); y sus miembros figuran como personas que unían riqueza y sabiduría (Bava Kamma 17a). Sin embargo, debido a que estudiaron la Torá en condiciones favorables, solo produjeron 200 jefes del Sanedrín, mientras que la tribu de Neftalí, que la estudió con dificultades, produjo 1000 (Cantar de los Cantares Rabba 8:14).

## Árbol genealógico
|      |      |      |      |      |      |  |  | Isacar | Isacar | Isacar | Isacar | Isacar | Isacar |  |  | Aridah | Aridah | Aridah | Aridah | Aridah | Aridah |  |  |         |         |         |         |         |         |
|      |      |      |      |      |      |  |  | Isacar | Isacar | Isacar | Isacar | Isacar | Isacar |  |  | Aridah | Aridah | Aridah | Aridah | Aridah | Aridah |  |  |         |         |         |         |         |         |
|      |      |      |      |      |      |  |  |        |        |        |        |        |        |  |  |        |        |        |        |        |        |  |  |         |         |         |         |         |         |
|      |      |      |      |      |      |  |  |        |        |        |        |        |        |  |  |        |        |        |        |        |        |  |  |         |         |         |         |         |         |
| Tola | Tola | Tola | Tola | Tola | Tola |  |  | Puah   | Puah   | Puah   | Puah   | Puah   | Puah   |  |  | Jashub | Jashub | Jashub | Jashub | Jashub | Jashub |  |  | Shimron | Shimron | Shimron | Shimron | Shimron | Shimron |